# Alejandro Segovia Hernández
Alejandro Segovia Hernández (8 de abril de 1975, Matehuala, San Luis Potosí) es un político mexicano afiliado al Partido Verde Ecologista de México. Desde el 1 de septiembre de 2021 es diputado federal en la LXV Legislatura del Congreso de la Unión en representación del distrito 1 del estado de San Luis Potosí.

## Trayectoria
Roberto Alejandro Segovia Hernández nació el 8 de abril de 1975 en Matehuala, San Luis Potosí. Inició su trayectoria política en el Partido Revolucionario Institucional. En las elecciones estatales de San Luis Potosí de 2015 fue electo diputado de la LXI Legislatura del Congreso del Estado de San Luis Potosí. Ocupó el escaño en representación del distrito 1 del estado, con cabecera en Matehuala, desde el 15 de septiembre de 2015 hasta el 14 de septiembre de 2018. En las elecciones estatales de 2018 fue postulado por el Partido Verde Ecologista de México como presidente municipal de Matehuala. Ocupó el cargo desde el 1 de octubre de 2018 hasta agosto de 2021.
En las elecciones federales de 2021 fue postulado como diputado federal en representación del distrito 1 del estado de San Luis Potosí, con cabecera en Matehuala, por la coalición Juntos Hacemos Historia, integrada por el Partido Verde Ecologista de México, el partido Movimiento Regeneración Nacional y el Partido del Trabajo. Ocupó el escaño en la LXV Legislatura del Congreso de la Unión desde el 1 de septiembre de 2021.